# Robert Opron

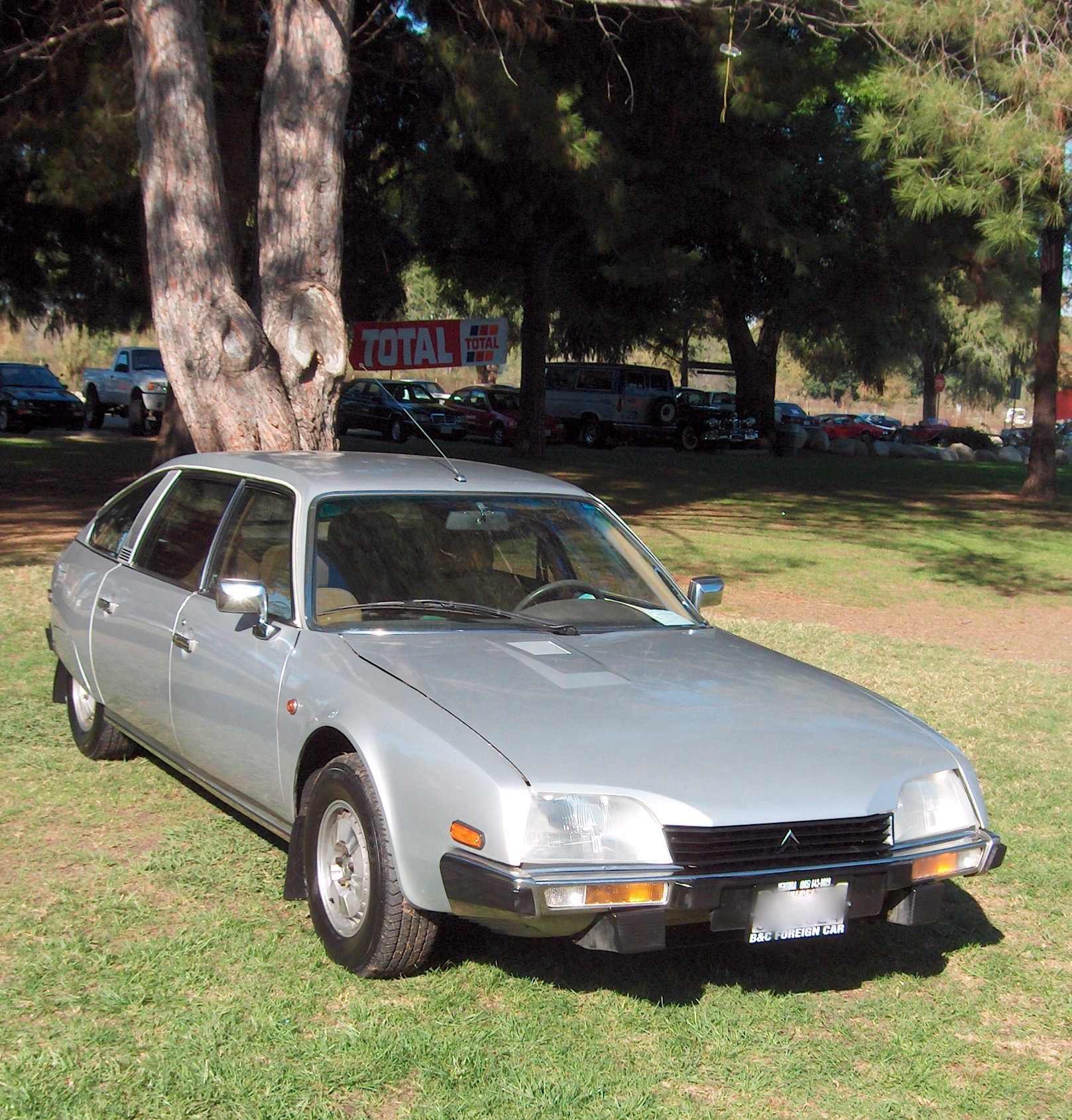
De Citroën CX Prestige van modeljaar 1982. Typerend voor de "style Opron" is onder meer het ontbreken van stootstrippen aan de flanken. Later werden die wel toegevoegd, maar Opron was daar mordicus tegen.

Robert Opron (Amiens, 22 februari 1932 – Antony, 29 maart 2021) was een Frans auto-ontwerper.

## Levensloop
Na enige tijd voor Simca te hebben gewerkt kwam Opron in 1962 in dienst van Citroën. Van 1962 tot 1964 werkte hij onder leiding van Flaminio Bertoni (verantwoordelijk voor onder meer de Traction Avant, 2CV en DS). Na Bertoni's dood, in 1964, werd Opron hoofd van de afdeling 'Stile' (vormgeving) van Citroën, waar hij bijvoorbeeld tekende voor:
- de GS, een middenklasser die werd verkozen tot  Auto van het Jaar 1971
- de Dyane, een modernere versie van de 2CV, bedoeld als concurrent van de succesvolle Renault 4
- de derde en laatste restyling van de Citroën DS, met ingebouwde en met de wielen meedraaiende koplampen.
- de CX, aanvankelijk bedoeld als een model tussen de GS en de DS, maar uiteindelijk de opvolger van de ID/DS
- de SM, een grote Grand Tourismewagen; destijds bezaten onder andere  Johan Cruijff en Idi Amin er een, evenals Leonid Brezjnev, die de auto cadeau kreeg bij een staatsbezoek aan Frankrijk ten tijde van president Valérie Giscard d'Estaing.

Nadat Citroën in 1975 werd overgenomen door concurrent Peugeot vertrok Opron naar Renault, waar hij onder meer de Alpine (sportwagen), de 5, 21, 25, Fuego en de Espace (1985) ontwierp. De Renault 'Magnum' vrachtwagen is qua vormgeving ook onder zijn leiding tot stand gekomen.
Ook was Opron verantwoordelijk voor het ontwerp van de Alfa Romeo SZ (1989-1993), een compromisloze en scherp gelijnde sportwagen die in Italië de bijnaam "il mostro" ("het monster") kreeg. 
Kenmerkend voor ontwerpen van Opron zijn grote, panoramische achterruiten (bijvoorbeeld de Citroën AMI8 , de GS, SM en CX, en de Renault 11, Fuego en Renault 25 en de Citroen CX), veel aandacht voor aerodynamica en de gladde flanken zonder stootstrips. Van 1992 tot 2000 was Opron zelfstandig gevestigd ontwerper.
- Gemeinsame Normdatei: 1236147227
- International Standard Name Identifier: 0000 0000 3875 1791
- Library of Congress Control Number: nb2003078229
- Nederlandse Thesaurus van Auteursnamen: 242070582
- RKD-Nederlands Instituut voor Kunstgeschiedenis: 236428
- Système universitaire de documentation: 111064201
- Union List of Artist Names: 500463959
- Virtual International Authority File: 53662795
- WorldCat: E39PBJB4d36W8Ct6ymp3JGhPwC